# Ragnhild Hvegerová
Ragnhild Tove Hvegerová (10. prosince 1920 – 1. prosince 2011) byla dánská plavkyně, kraulařská specialistka, známá pod přezdívkou „Den Gyldne Torpedo“ (Zlaté torpédo). Získala stříbrnou medaili na Letních olympijských hrách 1936 na trati 400 metrů volný způsob, na mistrovství Evropy v plavání 1938 vyhrála stometrovou i čtyřsetmetrovou trať i štafetu. Během kariéry vytvořila 44 světových rekordů, avšak druhá světová válka jí nedovolila startovat na velkých mezinárodních soutěžích. Její otec a bratr za války kolaborovali s německými okupanty a sama Hvegerová se provdala za důstojníka Wehrmachtu a žila v Kielu. Po válce byla proto jako zrádkyně odsouzena k nuceným pracím a nebyl jí dovolen start na Letních olympijských hrách 1948. Zúčastnila se olympiády 1952 v Helsinkách, kde obsadila s dánskou štafetou čtvrté místo. Po pátém místě na 100 metrů volný způsob na ME 1954 ukončila kariéru a pracovala jako plavecká trenérka. V roce 1966 byla uvedena do International Swimming Hall of Fame, Dánský olympijský výbor ji vyhlásil nejlepší dánskou sportovkyní dvacátého století.